# Saison 2000 de Sébastien Loeb en sport automobile
1999 2001
Vainqueur du Trophée Citroën Saxo Kit Car l'année précédente, Sébastien Loeb aborde la saison 2000 sans programme, confronté à un manque de budget manifeste. C'est en la personne de Jean-Pierre Champeau qu'il trouve un mécène lui permettant de poursuivre son accumulation d'expérience et de s'attaquer à l'échelon national. Toujours au volant de la citadine de la marque aux chevrons, il décroche le titre de champion de France des rallyes sur terre en catégorie deux roues motrices, affichant un bilan de sept victoires sur les neuf manches du calendrier. Considéré comme l'un des plus sérieux espoirs de l'Hexagone, il poursuit son partenariat avec l'Équipe de France FFSA et fait ses premiers pas à bord d'une World Rally Car face à l'élite mondiale lors du Tour de Corse et du rallye Sanremo. Il remporte enfin sa première victoire au classement général d'une épreuve du championnat de France en s'imposant au rallye du Var, manche de clôture de la saison, au volant d'une Citroën Xsara Kit Car. Ces résultats prometteurs lui valent d'attirer l'attention de nombreux acteurs de la discipline dont la structure Citroën Sport qui, par l'intermédiaire de son directeur Guy Fréquelin, lui offre un contrat de pilote officiel pour 2001.

## Championnat de France des rallyes Terre
Adepte d'une doctrine inculquée par Dominique Heintz et Rémi Mammosser consistant à se donner en permanence de nouveaux objectifs sans jamais se laisser enfermer dans une zone de confort, Sébastien Loeb prend la décision de ne pas reconduire sa participation dans le Trophée Citroën Saxo Kit Car qu'il remporta l'année précédente. Son choix se porte rapidement sur le Championnat de France des rallyes Terre, compétition peu reconnue dans l'Hexagone où la plupart des pilotes ne jurent que par l'asphalte, dans le but de découvrir la surface la plus répandue en WRC. Ses deux mécènes profitent de la réorientation donnée à sa carrière pour solder les comptes, estimant avoir été au bout de leurs possibilités. Ils revendent la Citroën Saxo Kit Car acquise deux années plus tôt et baissent le rideau sur l'équipe Ambition Sport Auto, les primes dévolues au vainqueur de la formule de promotion du double chevron leur ayant permis in fine de couvrir l'intégralité des sommes engagées depuis le début de l'aventure. Le jeune Alsacien se retrouve dès lors contraint d'emprunter la voie classique pour concourir dans sa discipline : partir en quête de sponsors pour constituer un budget initial, louer une voiture compétitive et payer l'inscription à chaque rallye au coup par coup, les primes de victoire devant ensuite permettre de poursuivre la saison.

### 6eRallye Terre de l'Auxerrois
Enchaînant les entretiens, Sébastien Loeb réussit à convaincre Frédéric Schmitt, industriel de Thionville passionné de rallye, de le sponsoriser à hauteur de cinquante mille francs, suffisant pour louer une Citroën Saxo Kit Car spécialement configurée pour prendre part au rallye Terre de l'Auxerrois, manche d'ouverture de la saison. Il remporte la victoire dans sa catégorie pour ses premiers pas en compétition sur graviers et termine l'épreuve à la sixième place du classement général.
L'adaptation immédiate de Loeb à une surface qu'il découvre cristallise l'intérêt déjà éveillé du directeur de Citroën Sport Guy Fréquelin et de son bras droit Michel Périn. Un troisième homme, Jean-Pierre Champeau, industriel ayant fait fortune dans la charpente à Limoges, se penche également sur son sort. Passionné de sport automobile et pilote de rallye amateur à ses heures, il voit dans le jeune Alsacien le prolongement du rêve brisé de son propre fils, Mark, décédé quelques mois plus tôt à l'âge de vingt-quatre ans lors des reconnaissances du rallye du Mont-Blanc. Sans regarder à la dépense, il prend en charge pour un total de plusieurs centaines de milliers de francs les frais de la quasi-totalité des manches restantes de la saison, permettant ainsi à son nouveau protégé de rouler l'esprit libéré de toute contrainte financière.

### 9eRallye Terre du Diois
Sébastien Loeb domine une nouvelle fois la catégorie deux roues motrices lors de la neuvième édition du rallye Terre du Diois. Opposé à quatre World Rally Cars dans le quinté de tête et auteur à trois reprises du deuxième temps scratch général derrière le leader Simon Jean-Joseph, il parvient à conserver la quatrième position durant la majeure partie de l'épreuve. Il est finalement rejoint par la Ford Escort WRC d'Yves Loubet au cours de la dernière étape et termine cinquième du classement général.

### 7eRallye Terre des Drailles
Quelques jours après son retour de Finlande où il découvrit les Mille Lacs au sein de l'Équipe de France FFSA, Sébastien Loeb poursuit son programme national en prenant le départ du rallye Terre des Drailles. Dominant significativement sa catégorie en y signant une cinquième victoire, il franchit la ligne d'arrivée à la quatrième place du classement général, moins de trente secondes derrière la Seat Córdoba WRC de Pierre Colard qu'il devança dans deux spéciales.

### 12eRallye Terre de Corse
La douzième édition du rallye Terre de Corse est marquée par une chaleur éprouvante. Auteur d'un départ prudent, Sébastien Loeb s'adjuge rapidement le leadership de sa catégorie et achève la première étape en troisième position du classement général. Victime de deux crevaisons, Yves Loubet parvient à reprendre le jeune Alsacien dès le lendemain au volant de sa Ford Escort WRC sur un parcours plus favorable aux quatre roues motrices. Loeb profite finalement de la sortie de route de Frédéric Dor pour signer un deuxième podium toutes catégories après celui acquis au rallye Terre de Langres, l'abandon sur casse mécanique de Pierre Colard lui permettant également de se hisser à la deuxième place du classement général du championnat.

### 17eRallye des Cardabelles Millau Aveyron
Pénultième manche de la saison, le rallye des Cardabelles marque la première sortie en compétition sur terre de la Citroën Xsara T4, destinée à préparer le débarquement de la marque aux chevrons en WRC. Sébastien Loeb y remporte une septième victoire dans sa catégorie, concédant la dernière marche du podium général à la Subaru Impreza WRC de Frédéric Dor à seulement trois spéciales de l'arrivée. Déjà assuré du titre en deux roues motrices, les points supplémentaires récoltés par ce nouveau succès lui permettent de sécuriser définitivement la troisième place du championnat toutes catégories confondues.

### Bilan de la saison
Pour ses premiers pas en compétition sur surface terre, Sébastien Loeb remporte le titre national dans la catégorie deux roues motrices, arborant un bilan de sept victoires sur les neuf manches que compte le calendrier. Faisant régulièrement jeu égal avec ses adversaires évoluant au volant de World Rally Cars, bien plus véloces que sa Citroën Saxo Kit Car, il parvient à marquer suffisamment de points tout au long de la saison pour se classer troisième du championnat général. Cette orientation vers les épreuves disputées sur graviers, considérée comme incongrue en France, lui permet de se familiariser avec les subtilités de la surface de référence en WRC, notamment dans la maîtrise du freinage pied gauche, inventé par les pilotes nordiques pour accroître le contrôle des voitures dans la dérive. Ses résultats lui valent d'être sélectionné par la FFSA pour prendre part à quatre manches du mondial la même année, dont deux en catégorie reine, et finissent de convaincre Guy Fréquelin de lui donner sa chance au volant d'une Citroën Xsara Kit Car.
| #     | Rallye                       | Catégorie           | Départ | Victoire | Podium | Abandon | Points | E.S. Prog. | E.S. Clas. | E.S. Dép. | Scratchs | %Scratchs | E.S. Tête | %E.S. Tête | Clas. Cat. | Clas. |
| ----- | ---------------------------- | ------------------- | ------ | -------- | ------ | ------- | ------ | ---------- | ---------- | --------- | -------- | --------- | --------- | ---------- | ---------- | ----- |
| 1     | Rallye Terre de l'Auxerrois  | Deux roues motrices | ●      | ●        | ●      |         | 19     |            |            |           |          |           |           |            | 1er        | 6e    |
| 2     | Rallye Terre d'Auvergne      | Deux roues motrices | ●      | ●        | ●      |         | 22     |            |            |           |          |           |           |            | 1er        | 4e    |
| 3     | Rallye Terre de Provence     | Deux roues motrices | ●      |          |        | ●       | 0      |            |            |           |          |           |           |            | Ab.        | Ab.   |
| 4     | Rallye Terre du Diois        | Deux roues motrices | ●      | ●        | ●      |         | 20     |            |            |           |          |           |           |            | 1er        | 5e    |
| 5     | Rallye Terre de Langres      | Deux roues motrices | ●      | ●        | ●      |         | 12     |            |            |           |          |           |           |            | 1er        | 3e    |
| 6     | Rallye Terre des Drailles    | Deux roues motrices | ●      | ●        | ●      |         | 11     |            |            |           |          |           |           |            | 1er        | 4e    |
| 7     | Rallye Terre de Corse        | Deux roues motrices | ●      | ●        | ●      |         | 24     |            |            |           |          |           |           |            | 1er        | 3e    |
| 8     | Rallye Terre des Cardabelles | Deux roues motrices | ●      | ●        | ●      |         | 24     |            |            |           |          |           |           |            | 1er        | 4e    |
| 9     | Rallye Terre de Vaucluse     | Deux roues motrices | ●      |          |        | ●       | 0      |            |            |           |          |           |           |            | Ab.        | Ab.   |
| Total |                              |                     | 9      | 7        | 7      | 2       | 132    |            |            |           |          |           |           |            | 1er        | 3e    |

## Championnat de France des rallyes

### 27eRallye du Rouergue Aveyron Midi-Pyrénées
Disposant toujours du soutien financier de Jean-Pierre Champeau, Sébastien Loeb évolue pour la première fois de sa carrière en catégorie de cylindrée A7 dans le cadre du rallye du Rouergue, cinquième manche du championnat de France. Au volant d'une Renault Maxi Mégane exploitée par l'atelier Barroso Sport, l'Alsacien accroche rapidement la quatrième place du général, devancé par Philippe Bugalski et Simon Jean-Joseph, intouchables sur leurs World Rally Cars, et Serge Jordan au volant d'une autre Mégane. Il réalise le scratch de sa classe dans la dernière spéciale de la première étape et rejoint le parc fermé avec un déficit cumulé d'une minute sur le pilote de tête. Auteur de trois meilleurs temps supplémentaires dans le dernier tiers de l'épreuve, il parvient à conserver son rang jusqu'à l'arrivée qu'il franchira avec près de cinquante secondes de retard sur Jordan, vainqueur de la catégorie.
| Étape   | Jour    | E.S. | Heure   | Nom                          | Distance | Clas. Spé. Cat. | Clas. Spé. | Temps         | Vit. Moy.   | Clas. Cat. | Clas. |
| ------- | ------- | ---- | ------- | ---------------------------- | -------- | --------------- | ---------- | ------------- | ----------- | ---------- | ----- |
| Étape 1 | 21 juil | SS1  | 18 h 48 | Réquista                     | 12,17 km | 4e              | 5e         | 6 min 51 s 5  | 106,47 km/h | 4e         | 5e    |
| Étape 1 | 21 juil | SS2  | 19 h 36 | Alrance 1                    | 13,07 km | 2e              | 4e         | 7 min 35 s 5  | 103,30 km/h | 2e         | 4e    |
| Étape 1 | 21 juil | SS3  | 20 h 32 | Curan - Lévézou              | 10,99 km | 3e              | 5e         | 6 min 31 s 6  | 101,03 km/h | 2e         | 4e    |
| Étape 1 | 21 juil | SS4  | 22 h 00 | Alrance 2                    | 13,07 km | 1er             | 3e         | 7 min 38 s 2  | 102,69 km/h | 2e         | 4e    |
| Étape 2 | 22 juil | SS5  | 11 h 38 | Moyrazès 1                   | 32,53 km | 3e              | 5e         | 19 min 07 s 1 | 102,09 km/h | 2e         | 4e    |
| Étape 2 | 22 juil | SS6  | 13 h 34 | Campuac - Entraygues 1       | 23,65 km | 3e              | 5e         | 13 min 04 s 5 | 108,53 km/h | 2e         | 4e    |
| Étape 2 | 22 juil | SS7  | 14 h 12 | Le Nayrac 1                  | 9,56 km  | 3e              | 5e         | 5 min 42 s 0  | 100,63 km/h | 2e         | 4e    |
| Étape 2 | 22 juil | SS8  | 14 h 55 | Espalion 1                   | 6,90 km  | 3e              | 5e         | 3 min 59 s 8  | 103,59 km/h | 2e         | 4e    |
| Étape 2 | 22 juil | SS9  | 16 h 41 | Campuac - Entraygues 2       | 23,65 km | 3e              | 5e         | 13 min 12 s 8 | 107,39 km/h | 2e         | 4e    |
| Étape 2 | 22 juil | SS10 | 17 h 19 | Le Nayrac 2                  | 9,56 km  | 2e              | 4e         | 5 min 37 s 6  | 101,94 km/h | 2e         | 4e    |
| Étape 2 | 22 juil | SS11 | 17 h 52 | Espalion 2                   | 6,90 km  | 2e              | 4e         | 3 min 56 s 4  | 105,08 km/h | 2e         | 4e    |
| Étape 2 | 22 juil | SS12 | 19 h 57 | Moyrazès 2                   | 32,53 km | 1er             | 3e         | 18 min 44 s 1 | 104,18 km/h | 2e         | 4e    |
| Étape 3 | 23 juil | SS13 | 9 h 28  | Saint-Hippolyte 1            | 14,56 km | 2e              | 3e         | 8 min 36 s 7  | 101,44 km/h | 2e         | 4e    |
| Étape 3 | 23 juil | SS14 | 10 h 06 | Brommat - Sainte-Geneviève 1 | 13,60 km | 1er             | 3e         | 8 min 19 s 3  | 98,06 km/h  | 2e         | 4e    |
| Étape 3 | 23 juil | SS15 | 10 h 59 | Montézic 1                   | 11,56 km | 1er             | 3e         | 6 min 12 s 1  | 111,84 km/h | 2e         | 4e    |
| Étape 3 | 23 juil | SS16 | 12 h 47 | Saint-Hippolyte 2            | 14,56 km | 2e              | 4e         | 8 min 35 s 8  | 101,62 km/h | 2e         | 4e    |
| Étape 3 | 23 juil | SS17 | 13 h 25 | Brommat - Sainte-Geneviève 2 | 13,60 km | 3e              | 5e         | 8 min 22 s 3  | 97,47 km/h  | 2e         | 4e    |
| Étape 3 | 23 juil | SS18 | 14 h 18 | Montézic 2                   | 11,56 km | 3e              | 5e         | 6 min 17 s 6  | 110,21 km/h | 2e         | 4e    |

### 52eRallye Mont-Blanc Morzine
Sébastien Loeb effectue cinq semaines plus tard une seconde pige au volant de la Renault Maxi Mégane de Barroso Sport en prenant part au rallye du Mont-Blanc pour la première fois de sa carrière. Cinquième du classement général à l'issue des premiers secteurs chronométrés, il abandonne plus d'une minute dans la quatrième spéciale du jour et rétrograde au septième rang. Affichant un rythme en progression lors de la deuxième partie d'étape, il signe le scratch de sa catégorie dans Côte-d'Arbroz et reprend la sixième place au détriment d'Eddie Mercier au moment de rejoindre le parc fermé. Il poursuit sa montée en puissance le lendemain et enregistre le premier temps scratch général de sa carrière en championnat de France dans le second passage de Le Corbier. Profitant de l'abandon de Serge Jordan sur problème mécanique, il se hisse en cinquième position et conserve son rang jusqu'à l'arrivée qu'il franchira avec cinq minutes de retard sur l'intouchable Citroën Xsara T4 de Philippe Bugalski, couronné champion de France pour la troisième année consécutive.
| Étape   | Jour     | E.S. | Heure   | Nom                                   | Distance | Clas. Spé. Cat. | Clas. Spé. | Temps         | Vit. Moy.   | Clas. Cat. | Clas. |
| ------- | -------- | ---- | ------- | ------------------------------------- | -------- | --------------- | ---------- | ------------- | ----------- | ---------- | ----- |
| Étape 1 | 1er sept | SS1  | 9 h 38  | Fort du Mont                          | 15,00 km | 4e              | 5e         | 11 min 06 s 2 | 81,06 km/h  | 4e         | 5e    |
| Étape 1 | 1er sept | SS2  | 10 h 23 | Arêches-Beaufort                      | 9,20 km  | 5e              | 6e         | 6 min 32 s 5  | 84,38 km/h  | 4e         | 5e    |
| Étape 1 | 1er sept | SS3  | 11 h 03 | Bisanne 1                             | 25,98 km | 4e              | 5e         | 17 min 04 s 7 | 91,27 km/h  | 4e         | 5e    |
| Étape 1 | 1er sept | SS4  | 12 h 34 | La Léchère - Nâves 1                  | 22,22 km | 8e              | 15e        | 14 min 38 s 0 | 91,11 km/h  | 6e         | 7e    |
| Étape 1 | 1er sept | SS5  | 16 h 15 | La Léchère - Nâves 2                  | 22,22 km | 5e              | 6e         | 13 min 47 s 5 | 96,67 km/h  | 6e         | 7e    |
| Étape 1 | 1er sept | SS6  | 17 h 29 | Bisanne 2                             | 25,98 km | 3e              | 4e         | 16 min 45 s 8 | 92,99 km/h  | 5e         | 6e    |
| Étape 1 | 1er sept | SS7  | 19 h 36 | Samoëns - Grand Massif - Joux Plane 1 | 20,20 km | 4e              | 5e         | 11 min 55 s 2 | 101,68 km/h | 5e         | 6e    |
| Étape 1 | 1er sept | SS8  | 20 h 08 | Côte-d'Arbroz                         | 9,18 km  | 1er             | 2e         | 5 min 04 s 7  | 108,46 km/h | 5e         | 6e    |
| Étape 2 | 2 sept   | SS9  | 9 h 13  | Morillon - Grand Massif 1             | 8,92 km  | 2e              | 3e         | 6 min 44 s 5  | 79,39 km/h  | 5e         | 6e    |
| Étape 2 | 2 sept   | SS10 | 10 h 08 | Samoëns - Grand Massif - Joux Plane 2 | 20,20 km | 3e              | 4e         | 11 min 51 s 3 | 102,24 km/h | 5e         | 6e    |
| Étape 2 | 2 sept   | SS11 | 10 h 57 | Le Corbier 1                          | 7,70 km  | 4e              | 5e         | 4 min 39 s 8  | 99,07 km/h  | 5e         | 6e    |
| Étape 2 | 2 sept   | SS12 | 11 h 39 | Pays de Gavot 1                       | 9,66 km  | 2e              | 3e         | 5 min 37 s 9  | 102,92 km/h | 5e         | 6e    |
| Étape 2 | 2 sept   | SS13 | 14 h 03 | Joux Verte 1                          | 16,00 km | 5e              | 6e         | 10 min 42 s 7 | 89,62 km/h  | 4e         | 5e    |
| Étape 2 | 2 sept   | SS14 | 14 h 50 | Le Corbier 2                          | 7,70 km  | 1er             | 1er        | 4 min 38 s 6  | 99,50 km/h  | 4e         | 5e    |
| Étape 2 | 2 sept   | SS15 | 15 h 32 | Pays de Gavot 2                       | 9,66 km  | 2e              | 3e         | 5 min 35 s 6  | 103,62 km/h | 4e         | 5e    |
| Étape 2 | 2 sept   | SS16 | 17 h 28 | Morillon - Grand Massif 2             | 8,92 km  | 3e              | 4e         | 6 min 47 s 3  | 78,84 km/h  | 4e         | 5e    |
| Étape 2 | 2 sept   | SS17 | 18 h 23 | Samoëns - Grand Massif - Joux Plane 3 | 20,20 km | 7e              | 18e        | 13 min 57 s 2 | 86,86 km/h  | 4e         | 5e    |
| Étape 2 | 2 sept   | SS18 | 18 h 55 | Joux Verte 2                          | 16,00 km | 3e              | 4e         | 11 min 03 s 7 | 86,79 km/h  | 4e         | 5e    |

### 44eV-Rally Tour de Corse – Rallye de France
Le parrainage actif de Didier Auriol permet à Sébastien Loeb de poursuivre son aventure au sein de l'Équipe de France FFSA entamée l'année précédente et d'effectuer ses premiers pas au volant d'une World Rally Car, catégorie reine côtoyée par l'élite mondiale, dans le cadre de deux engagements consécutifs en championnat du monde. Le premier d'entre eux a lieu au Tour de Corse, faisant également office de septième manche du calendrier national. Évoluant à bord d'une Toyota Corolla WRC préparée par la structure italienne Grifone, l'Alsacien accroche la treizième position à l'issue des deux premiers secteurs chronométrés avant d'augmenter progressivement son rythme. Il prend successivement le dessus sur Olivier Burri et Toni Gardemeister au cours de la première étape mais cède aussitôt plus de quinze secondes sur les deux hommes dans la dernière spéciale du jour. Il poursuit ses efforts tout au long de la deuxième journée de course, amputée de près de 40 km en raison d'un trop grand nombre de spectateurs et de la sortie de route de Colin McRae, et rejoint le parc fermé à la dixième place au détriment de Gardemeister. Il gagne une position supplémentaire lors de l'ultime étape en profitant de l'accident du quadruple champion du monde en titre Tommi Mäkinen et parvient à défendre son rang face à la remontée de Fabrice Morel. Il franchit l'arrivée sans commettre d'erreur et achève son premier rallye disputé en catégorie reine à la neuvième place du classement général, deuxième derrière Simon Jean-Joseph parmi les participants au championnat de France.
| Étape   | Jour    | E.S. | Heure   | Nom                          | Distance | Clas. Spé.        | Temps             | Vit. Moy.         | Clas. |
| ------- | ------- | ---- | ------- | ---------------------------- | -------- | ----------------- | ----------------- | ----------------- | ----- |
| Étape 1 | 29 sept | SS1  | 9 h 08  | Vero - Pont d'Azzana 1       | 18,22 km | 13e               | 13 min 22 s 7     | 81,71 km/h        | 13e   |
| Étape 1 | 29 sept | SS2  | 9 h 56  | Lopigna - Sarrola 1          | 29,96 km | 13e               | 20 min 30 s 0     | 87,69 km/h        | 13e   |
| Étape 1 | 29 sept | SS3  | 12 h 04 | Bellevalle - Pietra Rossa 1  | 20,84 km | 11e               | 12 min 34 s 7     | 99,41 km/h        | 12e   |
| Étape 1 | 29 sept | SS4  | 12 h 49 | Filitosa - Bicchisano 1      | 22,47 km | 11e               | 14 min 35 s 1     | 92,44 km/h        | 12e   |
| Étape 1 | 29 sept | SS5  | 15 h 02 | Cuttoli - Peri 1             | 17,34 km | 11e               | 11 min 48 s 3     | 88,13 km/h        | 11e   |
| Étape 1 | 29 sept | SS6  | 15 h 40 | Gare de Carbuccia - Tavera 1 | 17,25 km | 17e               | 12 min 36 s 7     | 82,07 km/h        | 12e   |
| Étape 2 | 30 sept | SS7  | 9 h 48  | Morosaglia - Campile         | 31,91 km | 12e               | 21 min 55 s 6     | 87,32 km/h        | 12e   |
| Étape 2 | 30 sept | SS8  | 11 h 01 | Taverna - Pont de Castirla   | 16,14 km | Spéciale annulée  | Spéciale annulée  | Spéciale annulée  | 12e   |
| Étape 2 | 30 sept | SS9  | 12 h 53 | Noceta - Muracciole          | 16,60 km | 10e               | 10 min 30 s 6     | 94,77 km/h        | 12e   |
| Étape 2 | 30 sept | SS10 | 13 h 51 | Féo - Col San-Quilico        | 22,54 km | Temps forfaitaire | Temps forfaitaire | Temps forfaitaire | 11e   |
| Étape 2 | 30 sept | SS11 | 15 h 52 | Pont St. Laurent - Bustanico | 26,44 km | 11e               | 18 min 11 s 6     | 87,20 km/h        | 11e   |
| Étape 2 | 30 sept | SS12 | 16 h 40 | Féo - Altiani                | 16,52 km | 9e                | 10 min 42 s 7     | 92,53 km/h        | 10e   |
| Étape 3 | 1er oct | SS13 | 7 h 38  | Vero - Pont d'Azzana 2       | 18,22 km | 12e               | 13 min 35 s 6     | 80,42 km/h        | 9e    |
| Étape 3 | 1er oct | SS14 | 8 h 26  | Lopigna - Sarrola 2          | 29,96 km | 10e               | 21 min 11 s 3     | 84,84 km/h        | 10e   |
| Étape 3 | 1er oct | SS15 | 10 h 34 | Bellevalle - Pietra Rossa 2  | 20,84 km | 9e                | 12 min 28 s 0     | 100,30 km/h       | 9e    |
| Étape 3 | 1er oct | SS16 | 13 h 29 | Filitosa - Bicchisano 2      | 22,47 km | 9e                | 14 min 29 s 1     | 93,08 km/h        | 9e    |
| Étape 3 | 1er oct | SS17 | 14 h 52 | Cuttoli - Peri 2             | 17,34 km | 9e                | 11 min 50 s 5     | 87,86 km/h        | 9e    |
| Étape 3 | 1er oct | SS18 | 15 h 30 | Gare de Carbuccia - Tavera 2 | 17,25 km | 6e                | 13 min 08 s 4     | 78,77 km/h        | 9e    |

### 46eRallye du Var
Suivi de près tout au long de la saison par Guy Fréquelin dans l'obtention de son titre de champion de France sur terre en catégorie deux roues motrices, Sébastien Loeb reçoit un appel du directeur de Citroën Sport en novembre 2000 pour disputer avec le soutien logistique de la marque aux chevrons le rallye du Var, manche de clôture du championnat national, au volant de la Xsara Kit Car de Philippe Bugalski, déjà couronné. Le jeune pilote se voit alors pour la première fois proposer une rétribution financière pour prendre part à une compétition, d'un montant de cent cinquante mille francs, marquant ainsi définitivement son passage de l'amateurisme vers le milieu professionnel,. Auteur du temps de référence dans la spéciale d'ouverture, l'Alsacien se retrouve opposé à la Renault Maxi Mégane de Serge Jordan pour le gain du leadership. Évoluant sur des routes détrempées, il accroche la seconde position et achève la première étape à douze secondes de son adversaire. La lutte entre les deux hommes se poursuit le lendemain sur des écarts serrés tandis que la pluie et le brouillard font leur apparition. Loeb s'adjuge six temps scratchs sur les huit au programme et s'empare des commandes en établissant le chrono de référence dans le troisième passage de Collobrières avant que Jordan ne lâche définitivement prise dans le dernier secteur du jour : « Nous avons réussi à reprendre le dessus au bon moment. Il fallait le faire là, nous l'avons fait. Les huit secondes encaissées d'un bloc m'avaient un peu fâché… ». Détenteur de plus de cinquante secondes d'avance sur son poursuivant direct au moment d'aborder l'ultime étape, l'Alsacien réduit la prise de risques et assure ses trajectoires. Il rejoint l'arrivée sans commettre d'erreur et s'impose pour la première fois au classement général d'une épreuve nationale. Ce résultat d'importance marque un tournant décisif dans sa carrière en débouchant sur la signature d'un contrat de pilote officiel Citroën pour la saison 2001,.
| Étape   | Jour    | E.S. | Heure   | Nom                  | Distance | Clas. Spé. Cat. | Clas. Spé. | Temps         | Vit. Moy.  | Clas. Cat. | Clas. |
| ------- | ------- | ---- | ------- | -------------------- | -------- | --------------- | ---------- | ------------- | ---------- | ---------- | ----- |
| Étape 1 | 1er déc | SS1  | 14 h 40 | Plan-de-la-Tour 1    | 16,91 km | 1er             | 1er        | 10 min 42 s 2 | 94,79 km/h | 1er        | 1er   |
| Étape 1 | 1er déc | SS2  | 15 h 35 | Collobrières 1       | 32,86 km | 2e              | 2e         | 21 min 09 s 7 | 93,17 km/h | 1er        | 1er   |
| Étape 1 | 1er déc | SS3  | 16 h 55 | Puget-Ville 1        | 11,03 km | 3e              | 3e         | 7 min 01 s 0  | 94,32 km/h | 2e         | 2e    |
| Étape 1 | 1er déc | SS4  | 17 h 45 | Bormes-les-Mimosas 1 | 10,52 km | 2e              | 2e         | 7 min 18 s 0  | 86,47 km/h | 2e         | 2e    |
| Étape 2 | 2 déc   | SS5  | 8 h 05  | Collobrières 2       | 32,86 km | 1er             | 1er        | 21 min 42 s 8 | 90,80 km/h | 2e         | 2e    |
| Étape 2 | 2 déc   | SS6  | 9 h 25  | Puget-Ville 2        | 11,03 km | 1er             | 1er        | 6 min 49 s 3  | 97,01 km/h | 2e         | 2e    |
| Étape 2 | 2 déc   | SS7  | 10 h 15 | Bormes-les-Mimosas 2 | 10,52 km | 2e              | 2e         | 7 min 12 s 4  | 87,59 km/h | 2e         | 2e    |
| Étape 2 | 2 déc   | SS8  | 10 h 50 | La Môle 1            | 6,81 km  | 1er             | 1er        | 5 min 01 s 7  | 81,26 km/h | 2e         | 2e    |
| Étape 2 | 2 déc   | SS9  | 13 h 58 | Plan-de-la-Tour 2    | 16,91 km | 2e              | 2e         | 10 min 50 s 8 | 93,54 km/h | 2e         | 2e    |
| Étape 2 | 2 déc   | SS10 | 14 h 53 | Collobrières 3       | 32,86 km | 1er             | 1er        | 22 min 05 s 1 | 89,27 km/h | 1er        | 1er   |
| Étape 2 | 2 déc   | SS11 | 16 h 38 | Bormes-les-Mimosas 3 | 10,52 km | 1er             | 1er        | 7 min 18 s 0  | 86,47 km/h | 1er        | 1er   |
| Étape 2 | 2 déc   | SS12 | 17 h 13 | La Môle 2            | 6,81 km  | 1er             | 1er        | 5 min 21 s 3  | 76,30 km/h | 1er        | 1er   |
| Étape 3 | 3 déc   | SS13 | 7 h 35  | Plan-de-la-Tour 3    | 16,91 km | 2e              | 2e         | 11 min 03 s 1 | 91,81 km/h | 1er        | 1er   |
| Étape 3 | 3 déc   | SS14 | 8 h 10  | La Garde-Freinet     | 10,25 km | 2e              | 2e         | 6 min 43 s 6  | 91,43 km/h | 1er        | 1er   |
| Étape 3 | 3 déc   | SS15 | 9 h 05  | Capelude             | 18,15 km | 1er             | 1er        | 11 min 37 s 1 | 93,73 km/h | 1er        | 1er   |
| Étape 3 | 3 déc   | SS16 | 9 h 43  | Bormes-les-Mimosas 4 | 10,52 km | 1er             | 1er        | 7 min 17 s 3  | 86,60 km/h | 1er        | 1er   |
| Étape 3 | 3 déc   | SS17 | 10 h 18 | La Môle 3            | 6,81 km  | 3e              | 3e         | 5 min 14 s 8  | 77,88 km/h | 1er        | 1er   |

### Bilan de la saison
| #     | Rallye                    | Catégorie | Départ | Victoire | Podium | Abandon | Points | E.S. Prog. | E.S. Clas. | E.S. Dép. | Scratchs | %Scratchs | E.S. Tête | %E.S. Tête | Clas. Cat. | Clas. |
| ----- | ------------------------- | --------- | ------ | -------- | ------ | ------- | ------ | ---------- | ---------- | --------- | -------- | --------- | --------- | ---------- | ---------- | ----- |
| 1     | Rallye Lyon-Charbonnières | -         |        |          |        |         | -      | -          | -          | -         | -        | -         | -         | -          | -          | -     |
| 2     | Rallye du Touquet         | -         |        |          |        |         | -      | -          | -          | -         | -        | -         | -         | -          | -          | -     |
| 3     | Rallye Alsace-Vosges      | -         |        |          |        |         | -      | -          | -          | -         | -        | -         | -         | -          | -          | -     |
| 4     | Rallye du Limousin        | -         |        |          |        |         | -      | -          | -          | -         | -        | -         | -         | -          | -          | -     |
| 5     | Rallye du Rouergue        | A7        | ●      |          |        |         | 20     | 18         | 18         | 18        | 0 (4)    | 0,00 %    | 0         | 0,00 %     | 2e         | 4e    |
| 6     | Rallye du Mont-Blanc      | A7        | ●      |          |        |         | 14     | 18         | 18         | 18        | 1 (2)    | 5,56 %    | 0         | 0,00 %     | 4e         | 5e    |
| 7     | Tour de Corse             | A8        | ●      |          |        |         | 3      | 18         | 18         | 16        | 0        | 0,00 %    | 0         | 0,00 %     | 9e         | 9e    |
| 8     | Rallye d'Antibes          | -         |        |          |        |         | -      | -          | -          | -         | -        | -         | -         | -          | -          | -     |
| 9     | Critérium des Cévennes    | -         |        |          |        |         | -      | -          | -          | -         | -        | -         | -         | -          | -          | -     |
| 10    | Rallye du Var             | A7        | ●      | ●        | ●      |         | 30     | 17         | 17         | 17        | 9        | 52,94 %   | 10        | 58,82 %    | 1er        | 1er   |
| Total |                           |           | 4      | 1        | 1      | 0       | 67     | 71         | 71         | 69        | 10       | 14,49 %   | 10        | 14,08 %    | N/A        | 8e    |

## Championnat du monde des rallyes

### 50th Neste Rally Finland
Parallèlement à son programme complet en championnat de France Terre et sous le parrainage actif de Didier Auriol, Sébastien Loeb intègre pour la deuxième année consécutive l'Équipe de France FFSA, structure portée par la fédération française à destination des espoirs les plus prometteurs de l'Hexagone, lui offrant l'opportunité d'effectuer quelques piges sur une sélection de manches du calendrier WRC. La première d'entre elles permet à l'Alsacien de découvrir le rallye de Finlande et son tracé atypique ponctué par ses célèbres Jumps. Engagé en catégorie A6 au volant d'une Citroën Saxo Challenge, il se hisse en deuxième position de sa classe dès le coup d'envoi, devancé par la Peugeot 106 S16 d'Olivier Marty. Il signe son premier scratch dans le secteur de Mökkiperä et s'empare des commandes peu avant la seconde assistance technique, profitant d'une sortie de route de son principal adversaire. Pointant en tête avec près de quatre minutes d'avance sur son poursuivant direct Fabrice Morel, il est finalement contraint à l'abandon sur la liaison routière conduisant à la Super-Spéciale clôturant l'étape.
| Étape   | Jour    | E.S. | Heure   | Nom          | Distance | Clas. Spé. Cat. | Clas. Spé. | Temps         | Vit. Moy.  | Clas. Cat. | Clas.   |
| ------- | ------- | ---- | ------- | ------------ | -------- | --------------- | ---------- | ------------- | ---------- | ---------- | ------- |
| Étape 1 | 18 août | SS1  | 10 h 31 | Kuohu        | 7,67 km  | 2e              | 77e        | 4 min 36 s 9  | 99,7 km/h  | 2e         | 77e     |
| Étape 1 | 18 août | SS2  | 10 h 59 | Parkkola     | 20,11 km | 2e              | 73e        | 12 min 17 s 9 | 98,1 km/h  | 2e         | 72e     |
| Étape 1 | 18 août | SS3  | 11 h 59 | Mökkiperä    | 13,39 km | 1er             | 65e        | 7 min 59 s 5  | 100,5 km/h | 2e         | 69e     |
| Étape 1 | 18 août | SS4  | 13 h 57 | Muittari     | 13,51 km | 2e              | 66e        | 7 min 11 s 2  | 112,8 km/h | 2e         | 67e     |
| Étape 1 | 18 août | SS5  | 14 h 20 | Konttimaki   | 13,08 km | 1er             | 67e        | 6 min 52 s 7  | 114,1 km/h | 2e         | 66e     |
| Étape 1 | 18 août | SS6  | 14 h 53 | Palsankylä   | 13,90 km | 1er             | 61e        | 9 min 02 s 3  | 92,3 km/h  | 1er        | 61e     |
| Étape 1 | 18 août | SS7  | 16 h 21 | Valkola      | 8,40 km  | 2e              | 66e        | 5 min 25 s 4  | 92,9 km/h  | 1er        | 61e     |
| Étape 1 | 18 août | SS8  | 17 h 04 | Lankamaa     | 23,44 km | 4e              | 65e        | 14 min 26 s 1 | 97,4 km/h  | 1er        | 60e     |
| Étape 1 | 18 août | SS9  | 17 h 57 | Laukaa       | 12,37 km | 3e              | 62e        | 7 min 40 s 2  | 96,8 km/h  | 1er        | 57e     |
| Étape 1 | 18 août | SS10 | 20 h 29 | Killeri 1    | 2,23 km  | Abandon         | Abandon    | Abandon       | Abandon    | Abandon    | Abandon |
| Étape 2 | 19 aoû  | SS11 | 7 h 57  | Juupajoki    | 30,34 km | Abandon         | Abandon    | Abandon       | Abandon    | Abandon    | Abandon |
| Étape 2 | 19 aoû  | SS12 | 9 h 15  | Wärtsilä     | 17,43 km | Abandon         | Abandon    | Abandon       | Abandon    | Abandon    | Abandon |
| Étape 2 | 19 aoû  | SS13 | 9 h 50  | Paijala      | 12,81 km | Abandon         | Abandon    | Abandon       | Abandon    | Abandon    | Abandon |
| Étape 2 | 19 aoû  | SS14 | 11 h 56 | Ehikki 1     | 19,08 km | Abandon         | Abandon    | Abandon       | Abandon    | Abandon    | Abandon |
| Étape 2 | 19 aoû  | SS15 | 12 h 59 | Leustu 1     | 23,58 km | Abandon         | Abandon    | Abandon       | Abandon    | Abandon    | Abandon |
| Étape 2 | 19 aoû  | SS16 | 15 h 16 | Ouninpohja 1 | 34,21 km | Abandon         | Abandon    | Abandon       | Abandon    | Abandon    | Abandon |
| Étape 2 | 19 aoû  | SS17 | 16 h 19 | Vaheri 1     | 25,43 km | Abandon         | Abandon    | Abandon       | Abandon    | Abandon    | Abandon |
| Étape 2 | 19 aoû  | SS18 | 20 h 00 | Killeri 2    | 2,23 km  | Abandon         | Abandon    | Abandon       | Abandon    | Abandon    | Abandon |
| Étape 3 | 20 aoû  | SS19 | 8 h 29  | Ehikki 2     | 19,08 km | Abandon         | Abandon    | Abandon       | Abandon    | Abandon    | Abandon |
| Étape 3 | 20 aoû  | SS20 | 9 h 02  | Moksi        | 14,67 km | Abandon         | Abandon    | Abandon       | Abandon    | Abandon    | Abandon |
| Étape 3 | 20 aoû  | SS21 | 9 h 41  | Leustu 2     | 23,58 km | Abandon         | Abandon    | Abandon       | Abandon    | Abandon    | Abandon |
| Étape 3 | 20 aoû  | SS22 | 11 h 58 | Ouninpohja 2 | 34,21 km | Abandon         | Abandon    | Abandon       | Abandon    | Abandon    | Abandon |
| Étape 3 | 20 aoû  | SS23 | 13 h 01 | Vaheri 2     | 25,43 km | Abandon         | Abandon    | Abandon       | Abandon    | Abandon    | Abandon |

### 44eV-Rally Tour de Corse – Rallye de France
Sébastien Loeb effectue un mois plus tard ses premiers pas au volant d'une World Rally Car, catégorie reine côtoyée par l'élite mondiale, en prenant le départ du Tour de Corse, toujours au sein de l'Équipe de France FFSA. Évoluant à bord d'une Toyota Corolla WRC préparée par la structure italienne Grifone, l'Alsacien accroche la treizième position à l'issue des deux premiers secteurs chronométrés avant d'augmenter progressivement son rythme. Il prend successivement le dessus sur Olivier Burri et Toni Gardemeister au cours de la première étape mais cède aussitôt plus de quinze secondes sur les deux hommes dans la dernière spéciale du jour. Il poursuit ses efforts tout au long de la deuxième journée de course, amputée de près de 40 km en raison d'un trop grand nombre de spectateurs et de la sortie de route de Colin McRae, et rejoint le parc fermé à la dixième place au détriment de Gardemeister. Il gagne une position supplémentaire lors de l'ultime étape en profitant de l'accident du quadruple champion du monde en titre Tommi Mäkinen et parvient à défendre son rang face à la remontée de Fabrice Morel. Il franchit l'arrivée sans commettre d'erreur et achève son premier rallye disputé en catégorie reine à la neuvième place du classement général.
| Étape   | Jour    | E.S. | Heure   | Nom                          | Distance | Clas. Spé.        | Temps             | Vit. Moy.         | Clas. |
| ------- | ------- | ---- | ------- | ---------------------------- | -------- | ----------------- | ----------------- | ----------------- | ----- |
| Étape 1 | 29 sept | SS1  | 9 h 08  | Vero - Pont d'Azzana 1       | 18,22 km | 13e               | 13 min 22 s 7     | 81,7 km/h         | 13e   |
| Étape 1 | 29 sept | SS2  | 9 h 56  | Lopigna - Sarrola 1          | 29,96 km | 13e               | 20 min 30 s 0     | 87,7 km/h         | 13e   |
| Étape 1 | 29 sept | SS3  | 12 h 04 | Bellevalle - Pietra Rossa 1  | 20,84 km | 11e               | 12 min 34 s 7     | 99,4 km/h         | 12e   |
| Étape 1 | 29 sept | SS4  | 12 h 49 | Filitosa - Bicchisano 1      | 22,47 km | 11e               | 14 min 35 s 1     | 92,4 km/h         | 12e   |
| Étape 1 | 29 sept | SS5  | 15 h 02 | Cuttoli - Peri 1             | 17,34 km | 11e               | 11 min 48 s 3     | 88,1 km/h         | 11e   |
| Étape 1 | 29 sept | SS6  | 15 h 40 | Gare de Carbuccia - Tavera 1 | 17,25 km | 17e               | 12 min 36 s 7     | 82,1 km/h         | 12e   |
| Étape 2 | 30 sept | SS7  | 9 h 48  | Morosaglia - Campile         | 31,91 km | 12e               | 21 min 55 s 6     | 87,3 km/h         | 12e   |
| Étape 2 | 30 sept | SS8  | 11 h 01 | Taverna - Pont de Castirla   | 16,14 km | Spéciale annulée  | Spéciale annulée  | Spéciale annulée  | 12e   |
| Étape 2 | 30 sept | SS9  | 12 h 53 | Noceta - Muracciole          | 16,60 km | 10e               | 10 min 30 s 6     | 94,8 km/h         | 12e   |
| Étape 2 | 30 sept | SS10 | 13 h 51 | Féo - Col San-Quilico        | 22,54 km | Temps forfaitaire | Temps forfaitaire | Temps forfaitaire | 11e   |
| Étape 2 | 30 sept | SS11 | 15 h 52 | Pont St. Laurent - Bustanico | 26,44 km | 11e               | 18 min 11 s 6     | 87,2 km/h         | 11e   |
| Étape 2 | 30 sept | SS12 | 16 h 40 | Féo - Altiani                | 16,52 km | 9e                | 10 min 42 s 7     | 92,5 km/h         | 10e   |
| Étape 3 | 1er oct | SS13 | 7 h 38  | Vero - Pont d'Azzana 2       | 18,22 km | 12e               | 13 min 35 s 6     | 80,4 km/h         | 9e    |
| Étape 3 | 1er oct | SS14 | 8 h 26  | Lopigna - Sarrola 2          | 29,96 km | 10e               | 21 min 11 s 3     | 84,8 km/h         | 10e   |
| Étape 3 | 1er oct | SS15 | 10 h 34 | Bellevalle - Pietra Rossa 2  | 20,84 km | 9e                | 12 min 28 s 0     | 100,3 km/h        | 9e    |
| Étape 3 | 1er oct | SS16 | 13 h 29 | Filitosa - Bicchisano 2      | 22,47 km | 9e                | 14 min 29 s 1     | 93,1 km/h         | 9e    |
| Étape 3 | 1er oct | SS17 | 14 h 52 | Cuttoli - Peri 2             | 17,34 km | 9e                | 11 min 50 s 5     | 87,9 km/h         | 9e    |
| Étape 3 | 1er oct | SS18 | 15 h 30 | Gare de Carbuccia - Tavera 2 | 17,25 km | 6e                | 13 min 08 s 4     | 78,8 km/h         | 9e    |

### 42º Rallye Sanremo – Rallye d'Italia
Sébastien Loeb effectue une deuxième pige au volant de la Toyota Corolla WRC de Grifone dans le cadre du rallye Sanremo qu'il découvrit l'année précédente sur une Citroën Saxo Kit Car. Peu en confiance lors des deux passages de Apricale, il oscille aux alentours de la vingtième place du classement général à l'entame de la première étape avant d'augmenter son rythme pour accrocher la treizième position dans les secteurs de l'après-midi. Un tête-à-queue survenu dans la dernière spéciale du jour lui fait perdre le bénéfice de sa prise de risques, rétrogradant à la seizième place au moment de rejoindre le parc fermé à plus de deux minutes du leader Gilles Panizzi. Poursuivant ses efforts le lendemain, il gagne quatre rangs avant la première assistance technique en dépassant successivement Franco Cunico, Didier Auriol, Armin Schwarz et Renato Travaglia. Démontrant une aisance accrue au fur et à mesure du roulage accumulé, il signe le sixième temps du premier passage de Langan, spéciale juge de paix du rallye, puis achève la deuxième étape à la dixième place qu'il conservera jusqu'à l'arrivée en profitant des abandons de Richard Burns et Piero Liatti.
| Étape   | Jour   | E.S. | Heure   | Nom           | Distance | Clas. Spé.        | Temps             | Vit. Moy.         | Clas. |
| ------- | ------ | ---- | ------- | ------------- | -------- | ----------------- | ----------------- | ----------------- | ----- |
| Étape 1 | 20 oct | SS1  | 7 h 50  | Apricale 1    | 16,73 km | 22e               | 12 min 06 s 1     | 82,9 km/h         | 22e   |
| Étape 1 | 20 oct | SS2  | 8 h 19  | Perinaldo 1   | 19,30 km | 12e               | 12 min 42 s 4     | 91,1 km/h         | 19e   |
| Étape 1 | 20 oct | SS3  | 10 h 59 | Apricale 2    | 16,73 km | 22e               | 11 min 53 s 5     | 84,4 km/h         | 21e   |
| Étape 1 | 20 oct | SS4  | 11 h 28 | Perinaldo 2   | 19,30 km | 15e               | 12 min 26 s 8     | 93,0 km/h         | 19e   |
| Étape 1 | 20 oct | SS5  | 14 h 31 | Ghimbegna 1   | 19,30 km | 12e               | 12 min 25 s 8     | 93,2 km/h         | 13e   |
| Étape 1 | 20 oct | SS6  | 15 h 01 | Baiardo 1     | 16,73 km | 8e                | 11 min 49 s 0     | 84,9 km/h         | 13e   |
| Étape 1 | 20 oct | SS7  | 17 h 21 | Ghimbegna 2   | 19,30 km | 13e               | 12 min 36 s 0     | 91,9 km/h         | 13e   |
| Étape 1 | 20 oct | SS8  | 17 h 51 | Baiardo 2     | 16,73 km | 22e               | 12 min 21 s 1     | 81,3 km/h         | 16e   |
| Étape 2 | 21 oct | SS9  | 7 h 11  | Pantasina 1   | 15,61 km | 16e               | 10 min 02 s 2     | 93,3 km/h         | 14e   |
| Étape 2 | 21 oct | SS10 | 7 h 48  | Monte Ceppo 1 | 37,74 km | 12e               | 26 min 23 s 8     | 85,8 km/h         | 12e   |
| Étape 2 | 21 oct | SS11 | 10 h 54 | Pantasina 2   | 15,61 km | 15e               | 9 min 56 s 3      | 94,2 km/h         | 11e   |
| Étape 2 | 21 oct | SS12 | 11 h 31 | Monte Ceppo 2 | 37,74 km | 11e               | 26 min 15 s 7     | 86,2 km/h         | 11e   |
| Étape 2 | 21 oct | SS13 | 15 h 20 | Langan 1      | 37,81 km | 6e                | 26 min 22 s 0     | 86,0 km/h         | 10e   |
| Étape 2 | 21 oct | SS14 | 16 h 23 | Carpasio      | 15,61 km | 9e                | 10 min 01 s 1     | 93,5 km/h         | 10e   |
| Étape 2 | 21 oct | SS15 | 19 h 03 | Langan 2      | 37,81 km | Spéciale annulée  | Spéciale annulée  | Spéciale annulée  | 10e   |
| Étape 3 | 22 oct | SS16 | 8 h 37  | Rezzo         | 25,08 km | 10e               | 17 min 32 s 9     | 85,8 km/h         | 10e   |
| Étape 3 | 22 oct | SS17 | 10 h 32 | Colle d'Oggia | 15,66 km | Temps forfaitaire | Temps forfaitaire | Temps forfaitaire | 10e   |

### 56th Network Q Rally of Great Britain
Le partenariat de Sébastien Loeb avec l'Équipe de France FFSA se conclut au rallye de Grande-Bretagne, manche de clôture du championnat du monde. Au volant d'une Citroën Saxo Challenge, l'Alsacien découvre pour la première fois de sa carrière le parcours boueux et piégeux caractéristique de l'épreuve galloise. Il se hisse à la deuxième place de la catégorie A6 dès le coup d'envoi, devancé par le pilote local Niall McShea, ce dernier profitant d'une Saxo S1600 plus véloce pour s'échapper seul en tête. Le Britannique est finalement contraint à l'abandon dans le dernier secteur de la première étape et cède le leadership à Loeb. Monopolisant le haut de la feuille des temps sur la quasi-totalité des spéciales restantes, le Français parvient à conserver son rang jusqu'à l'arrivée sans commettre d'erreur et s'impose avec deux minutes d'avance sur la  Peugeot 106 S16 d'Olivier Marty.
| Étape   | Jour   | E.S. | Heure   | Nom               | Distance | Clas. Spé. Cat. | Clas. Spé. | Temps         | Vit. Moy. | Clas. Cat. | Clas. |
| ------- | ------ | ---- | ------- | ----------------- | -------- | --------------- | ---------- | ------------- | --------- | ---------- | ----- |
| Étape 1 | 23 nov | SS1  | 18 h 58 | Cardiff 1         | 2,43 km  | 2e              | 66e        | 2 min 38 s 4  | 55,2 km/h | 2e         | 66e   |
| Étape 1 | 24 nov | SS2  | 7 h 34  | St. Gwynno        | 13,67 km | 2e              | 65e        | 8 min 12 s 9  | 99,8 km/h | 2e         | 63e   |
| Étape 1 | 24 nov | SS3  | 8 h 01  | Tyle              | 10,58 km | 2e              | 62e        | 7 min 02 s 6  | 90,1 km/h | 2e         | 58e   |
| Étape 1 | 24 nov | SS4  | 8 h 37  | Rhondda 1         | 26,47 km | 2e              | 55e        | 17 min 22 s 9 | 91,4 km/h | 2e         | 52e   |
| Étape 1 | 24 nov | SS5  | 11 h 58 | Crychan           | 15,57 km | 2e              | 62e        | 10 min 52 s 0 | 86,0 km/h | 2e         | 51e   |
| Étape 1 | 24 nov | SS6  | 12 h 29 | Halfway           | 17,45 km | 2e              | 57e        | 12 min 01 s 3 | 87,1 km/h | 2e         | 52e   |
| Étape 1 | 24 nov | SS7  | 16 h 00 | Hafren Sweet Lamb | 27,23 km | 2e              | 49e        | 20 min 34 s 9 | 79,4 km/h | 2e         | 53e   |
| Étape 1 | 24 nov | SS8  | 16 h 42 | Myherin           | 16,79 km | 1er             | 44e        | 12 min 17 s 8 | 81,9 km/h | 1er        | 49e   |
| Étape 2 | 25 nov | SS9  | 7 h 56  | Rhondda 2         | 26,47 km | 1er             | 45e        | 17 min 33 s 0 | 90,5 km/h | 1er        | 44e   |
| Étape 2 | 25 nov | SS10 | 8 h 57  | Rheola 1          | 31,47 km | 1er             | 50e        | 21 min 40 s 2 | 87,1 km/h | 1er        | 42e   |
| Étape 2 | 25 nov | SS11 | 10 h 56 | Resolfen          | 46,45 km | 1er             | 43e        | 30 min 09 s 5 | 92,4 km/h | 1er        | 38e   |
| Étape 2 | 25 nov | SS12 | 13 h 42 | Rheola 2          | 31,47 km | 8e              | 74e        | 25 min 17 s 8 | 74,6 km/h | 1er        | 44e   |
| Étape 2 | 25 nov | SS13 | 15 h 00 | Margam 1          | 28,13 km | 1er             | 40e        | 21 min 09 s 6 | 79,8 km/h | 1er        | 40e   |
| Étape 2 | 25 nov | SS14 | 18 h 01 | Cardiff 2         | 2,43 km  | 1er             | 35e        | 2 min 39 s 9  | 54,7 km/h | 1er        | 39e   |
| Étape 3 | 26 nov | SS15 | 8 h 40  | Brechfa           | 29,80 km | 1er             | 43e        | 20 min 42 s 5 | 86,3 km/h | 1er        | 39e   |
| Étape 3 | 26 nov | SS16 | 9 h 28  | Trawscoed         | 26,26 km | 1er             | 41e        | 19 min 52 s 4 | 79,3 km/h | 1er        | 36e   |
| Étape 3 | 26 nov | SS17 | 13 h 40 | Margam 2          | 28,13 km | 2e              | 43e        | 21 min 17 s 4 | 79,3 km/h | 1er        | 38e   |

### Bilan de la saison
| #     | Rallye                     | Surface          | Catégorie | Départ | Victoire | Podium | Abandon | Points | E.S. Prog. | E.S. Clas. | E.S. Dép. | Scratchs | %Scratchs | E.S. Tête | %E.S. Tête | Clas. Cat. | Clas. |
| ----- | -------------------------- | ---------------- | --------- | ------ | -------- | ------ | ------- | ------ | ---------- | ---------- | --------- | -------- | --------- | --------- | ---------- | ---------- | ----- |
| 1     | Rallye Monte-Carlo         | Asphalte enneigé | -         |        |          |        |         | -      | -          | -          | -         | -        | -         | -         | -          | -          | -     |
| 2     | Rallye de Suède            | Terre enneigée   | -         |        |          |        |         | -      | -          | -          | -         | -        | -         | -         | -          | -          | -     |
| 3     | Rallye Safari              | Terre rapide     | -         |        |          |        |         | -      | -          | -          | -         | -        | -         | -         | -          | -          | -     |
| 4     | Rallye du Portugal         | Terre abrasive   | -         |        |          |        |         | -      | -          | -          | -         | -        | -         | -         | -          | -          | -     |
| 5     | Rallye de Catalogne        | Asphalte         | -         |        |          |        |         | -      | -          | -          | -         | -        | -         | -         | -          | -          | -     |
| 6     | Rallye d'Argentine         | Terre abrasive   | -         |        |          |        |         | -      | -          | -          | -         | -        | -         | -         | -          | -          | -     |
| 7     | Rallye de l'Acropole       | Terre abrasive   | -         |        |          |        |         | -      | -          | -          | -         | -        | -         | -         | -          | -          | -     |
| 8     | Rallye de Nouvelle-Zélande | Terre rapide     | -         |        |          |        |         | -      | -          | -          | -         | -        | -         | -         | -          | -          | -     |
| 9     | Rallye de Finlande         | Terre rapide     | A6        | ●      |          |        | ●       | 0      | 23         | 9          | 9         | 3        | 33,33 %   | 4         | 44,44 %    | Ab.        | Ab.   |
| 10    | Rallye de Chypre           | Terre abrasive   | -         |        |          |        |         | -      | -          | -          | -         | -        | -         | -         | -          | -          | -     |
| 11    | Tour de Corse              | Asphalte         | WRC       | ●      |          |        |         | 0      | 18         | 18         | 16        | 0        | 0,00 %    | 0         | 0,00 %     | 9e         | 9e    |
| 12    | Rallye Sanremo             | Asphalte         | WRC       | ●      |          |        |         | 0      | 17         | 17         | 15        | 0        | 0,00 %    | 0         | 0,00 %     | 10e        | 10e   |
| 13    | Rallye d'Australie         | Terre rapide     | -         |        |          |        |         | -      | -          | -          | -         | -        | -         | -         | -          | -          | -     |
| 14    | Rallye de Grande-Bretagne  | Terre rapide     | A6        | ●      | ●        | ●      |         | 0      | 17         | 17         | 17        | 8        | 47,06 %   | 10        | 58,82 %    | 1er        | 38e   |
| Total |                            |                  | A6        | 2      | 1        | 1      | 1       | 0      | 40         | 26         | 26        | 11       | 42,31 %   | 14        | 53,85 %    | N/A        | N/A   |
| Total | WRC                        | 2                | 0         | 0      | 0        | 0      | 35      | 35     | 31         | 0          | 0,00 %    | 0        | 0,00 %    | N/A       | NC         |            |       |